# 以色列之家 (加纳)
以色列之家是加纳西南部Sefwi维奥索地区的一个犹太教社群。这群人本来属于Sefwi部落，但在1998年建造了一个犹太会堂。但是他们只懂得英语，没有人学过希伯来语。

## 历史
1976年，在Sefwi维奥索，一个叫做Aaron Ahomtre Toakyirafa的社群领袖自称见到了奇异的景象，从那以后开始引领着族人们回归正统犹太教。2012年，多伦多的制片人Gabrielle Zilkha去了Sefwi维奥索实地探访，从而完成她正在制作的以色列之家的纪录片。 据Zilkha所说，以色列之家大约有200人，大部分都是小孩。她指出，这个群体缺乏可靠的历史记录证明自己的宣称，只有起源于200年前的口头传说。

## 宗教场所
1993年以来，以色列之家的领袖David Ahenkorah也见到了异象，让他承担起建设宗教场所的责任。之后他取得了40英亩的土地，想为社群建设一个犹太学校，但没有筹集到足够的建设资金。社区里孩子们还在本地的一个基督教学校里上学。1998年，他们在新Adiembra建造了一个犹太会堂，外墙被涂成了蓝白相间的颜色，跟以色列国旗的颜色相同 。